# Verlängerter Pfinzkanal
Der Verlängerte Pfinzkanal ist ein Entwässerungskanal im Nordwesten des Landkreises Karlsruhe. Er entwässert große Teile der Grabener Bucht, die zwischen den Ortschaften Huttenheim (zu Philippsburg), Graben-Neudorf, Liedolsheim und Rußheim (beide zu Dettenheim) liegt. Im Amtlichen Digitalen Wasserwirtschaftlichen Gewässernetz (AWGN) werden dem Verlängerten Pfinzkanal weitere Gewässer zugerechnet, insbesondere der untere Teil der Alten Bach. In topographischen Karten und im örtlichen Sprachgebrauch werden diese Gewässer nicht als Verlängerter Pfinzkanal bezeichnet.

## Geschichte und Verlauf
Die Nördliche Oberrheinniederung wird im Bereich des Verlängerten Pfinzkanals von einem Gürtel komplex verzahnter Ablagerungen des mäandrierenden Rheins aufgebaut. Dabei können mehrere Mäandergenerationen unterschieden werden, die sich in ihrer Höhenlage geringfügig unterscheiden.
Hieronymus Nopp, Philippsburger Bürgermeister zwischen 1877 und 1893 und Verfasser einer Stadtgeschichte, sieht die Kleine Pfinz (auch Pfinzgraben) als Vorvorläufer des heutigen Verlängerten Pfinzkanals. Der Bau dieses vollständig künstlichen Gewässers war 1453 vom Speyrer Bischof Reinhard von Helmstatt veranlasst worden. Die Kleine Pfinz zweigte östlich von Graben (heute zu Graben-Neudorf) ab und verlief in nordwestlicher Richtung nach Udenheim (später umbenannt in Philippsburg). Udenheim lag an der Saalbach, litt aber – auch durch die zahlreichen Nutzungen durch die Oberlieger – unter chronischem Wassermangel. Die Pfinz war am Abzweig Grenzfluss zwischen der Markgrafschaft Baden und dem Hochstift Speyer. Das Wasser wurde zunächst im Verhältnis eins zu eins geteilt, ab 1557 erhielt Baden zwei Drittel des Wassers. Johann Karl von Thüngen, Kommandant der Festung Philippsburg, ließ 1701 knapp westlich des Abzweigs eine weitere Ableitung von der Pfinz errichten, die Thüngen'sche Schließe. Große Teile des Umlands der Festung ließen sich künstlich überschwemmen und in einen Morast verwandeln. Nach Schleifung der Festung 1799 wurde Mitte des 19. Jahrhunderts die Ableitung nach Philippsburg aufgegeben.
Der Pfinzkanal wurde während des Barock (Ende des 16. Jahrhunderts bis circa 1760/70) angelegt. 1838 nahm er seinen Ausgang in einem überwiegend als Wiesen genutztem Gebiet östlich von Rußheim und nördlich der Pfinz. Die Pfinz durchfließt die Grabener Bucht bis zu den beiden Mühlen bei Rußheim in Hochlage; ihr wurde Wasser zur Wiesenwässerung entnommen. Der Pfinzkanal verlief, anfänglich einem niedrig liegenden Mäander folgend, nach Norden und querte westlich von Huttenheim einen etwas höher liegenden Teil der Rheinaue. Zwischen Huttenheim und Philippsburg schwenkte der Kanal in einen wieder etwas niedriger liegenden, vergleichsweise wenig gekrümmten alten Rheinlauf ein und mündete knapp oberhalb von Philippsburg in den Rhein. 1838 war die Rheinkorrektion noch nicht abgeschlossen; der Durchschnitt, der den Rhein bei Philippsburg zum Altrhein werden ließ, hatte den Talweg noch nicht aufgenommen. Bauwerke des einstigen Pfinzkanals sind heute noch vorhanden; beispielsweise ist die Engelbrücke westlich von Huttenheim eine Bogenbrücke aus Sandstein, die mit einer Betonplatte überbaut wurde.
Bei der zwischen 1934 und 1962 durchgeführten Pfinz-Saalbach-Korrektion (Pfisako) wurde der Jägerschrittkanal als Verbindung zwischen dem Rußheimer Altrhein und dem Pfinzkanal erbaut. Der Jägerschrittkanal und der untere Teil des Pfinzkanals sind heute Teile des Rheinniederungskanals.
Am oberen Ende wurde der Pfinzkanal nach Süden verlängert. Auch die Verlängerung beginnt in einem niedrig liegenden Mäanderbogen, durchstößt auf kurzer Strecke eine höher gelegene Fläche und endet in einer Senke beidseits der Pfinz. Der Verlängerte Pfinzkanal unterquert heute die Pfinz und den Saalbachkanal in Dükern oder Durchlässen. Der Saalbachkanal entstand bei der Pfisako als Hochwasserentlastungskanal der Saalbach; in der Grabener Bucht ist er von hohen Dämmen eingefasst. Auch der Verlängerte Pfinzkanal ist unterhalb der Kreuzung mit dem Saalbachkanal von Dämmen gesäumt.
Durch die Verlängerung wurde der Pfinzkanal zum Vorfluter des Galgengrabens (auch als Alte Bach bezeichnet), der ursprünglich zur Hochwasserentlastung der Pfinz-Heglach angelegt worden war. Später wurde der Galgengraben zur Bewässerung unter anderem der Wiesen im heutigen Naturschutzgebiet Oberbruchwiesen genutzt. Zugleich vergrößerte sich das Einzugsgebiet des Pfinzkanals um den südwestlichen Teil der Grabener Bucht, der überwiegend Teil des größten Moors in der badischen Oberrheinebene ist. In Teilen des Moors wurde bis gegen 1900 Torf abgebaut, andere Teile wie die Oberbruchwiesen wurden als bewässerte Wiesen genutzt. Noch um 1900 wurde dieser Teil der Grabener Bucht durch den Scheidgraben entwässert, der zunächst nach Westen verlief, sich dann nach Norden wandte und südlich von Rußheim in die Pfinz mündete.

### LUBW
Amtliche Online-Gewässerkarte mit passendem Ausschnitt und den hier benutzten Layern: Lauf und Einzugsgebiet des Verlängerten Pfinzkanals

Allgemeiner Einstieg ohne Voreinstellungen und Layer: Daten- und Kartendienst der Landesanstalt für Umwelt Baden-Württemberg (LUBW) (Hinweise)
1. 1 2  Höhe nach dem Höhenlinienbild auf dem Hintergrundlayer Topographische Karte.
2. ↑  Länge nach dem Layer Gewässernetz (AWGN).
3. ↑  Einzugsgebiet nach dem Layer Basiseinzugsgebiet (AWGN).

### Andere Belege
1. ↑  Josef Schmithüsen: Geographische Landesaufnahme: Die naturräumlichen Einheiten auf Blatt 161 Karlsruhe. Bundesanstalt für Landeskunde, Bad Godesberg 1952. → Online-Karte (PDF; 5,1 MB)
2. 1 2 3  Elena Beckenbach: Geologische Interpretation des hochauflösenden digitalen Geländemodells von Baden-Württemberg. Hochschulschrift,
Universität Stuttgart 2016, S. 100, doi:10.18419/opus-8846.
3. ↑  Hieronymus Nopp: Geschichte der Stadt und ehemaligen Reichsfestung Philippsburg. Von ihrem Entstehen aus der Burg und dem Dorfe Udenheim bis zum Anfalle derselben an Baden. Reprint der 2. Auflage (Speyer 1881), 1980 herausgegeben von der Stadtverwaltung Philippsburg, S. 503.
4. ↑  Dieter Hassler: Tausend Jahre Mühe und kein Ende. Die Geschichte des Bachbaus in Kraichgau, Hardt und Bruhrain. In: Dieter Hassler (Hrsg.): Wässerwiesen: Geschichte, Technik und Ökologie der bewässerten Wiesen, Bäche und Gräben in Kraichgau, Hardt und Bruhrain. Verlag Regionalkultur, Ubstadt-Weiher 1995, ISBN 3-929366-20-7, S. 40–61, hier S. 53–55.
5. ↑  Michael Hassler: Der „große Morast“: Philippsburg und die kleine Pfinz. In: Dieter Hassler (Hrsg.): Wässerwiesen: Geschichte, Technik und Ökologie der bewässerten Wiesen in Kraichgau, Hardt und Bruhrain. Verlag Regionalkultur, Ubstadt-Weiher 1995, ISBN 3-929366-20-7, S. 312.
6. ↑  Topografisches Bureau Baden (Hrsg.); V. Mayer (Red.): Topographische Karte über das Großherzogthum Baden. Nach der allgemeinen Landesvermessung des Großherzoglichen militairisch topographischen Bureaus. Blatt 11: Philippsburg. Karlsruhe 1838 (online).
7. ↑  Konrad Raab: Moore und Anmoore in der Oberrheinebene. (=Materialien zum Bodenschutz, Band 6), herausgegeben von der Landesanstalt für Umweltschutz Baden-Württemberg, Karlsruhe 1997, ISBN 3-88251-253-9, S. 65–71.
8. ↑  Topografisches Bureau Baden (Hrsg.): Meßtischblatt Nr. 45 Graben. Karlsruhe 1900 (online).